# Manfred Jacobs (Theologe)
Manfred Jacobs (* 5. November 1928 in Neustrelitz; † 16. Oktober 1994) war ein deutscher evangelischer Theologe. Er war ordentlicher Professor für Kirchengeschichte und Dogmengeschichte an der Universität Münster.

## Leben
Manfred Jacobs studierte in Hamburg und Erlangen und wurde 1958 mit einer Arbeit über den Kirchenbegriff bei Johann Gerhard zum Dr. theol. promoviert. Im Jahr 1960 heiratete er die promovierte Barbara Hornig, mit der er die Kinder Angelika, Kristina und Jürgen bekam. 1966 habilitierte er sich an der Universität Hamburg mit der Schrift Vom Liberalismus zur dialektischen Theorie für Kirchen- und Dogmengeschichte. Von 1966 bis 1971 war er in Hamburg Privatdozent für Neuere Kirchengeschichte. 1971 folgte er dem Ruf nach Münster auf eine Professur für Evangelische Theologie und ihre Didaktik (Schwerpunkt Kirchengeschichte und Konfessionskunde). Sein Forschungsschwerpunkt war das 19. Jahrhundert. Er war unter anderem Herausgeber der Reihe Zugänge zur Kirchengeschichte. Manfred Jacobs lebte in Münster im Stadtteil Wolbeck.

## Schriften (Auswahl)
- Die evangelische Lehre von der Kirche (= Quellen zur Konfessionskunde. Reihe B. Protestantische Quellen Heft 4). Heliand-Verlag, Lüneburg 1962, OCLC 476571080.
- mit Otto Böcher und Helmut Hild: Die Bergpredigt im Leben der Christenheit (= Bensheimer Hefte. Heft 56). Vandenhoeck und Ruprecht, Göttingen 1981, ISBN 3-525-87141-4.
- Die Reichskirche und ihre Dogmen. Von der Zeit Konstantins bis zum Niedergang des weströmischen Reiches (= Zugänge zur Kirchengeschichte Band 3). Vandenhoeck & Ruprecht, Göttingen 1987, ISBN 3-525-33531-8.
- Das Christentum in der antiken Welt. Von der frühkatholischen Kirche bis zu Kaiser Konstantin (= Zugänge zur Kirchengeschichte Band 2). Vandenhoeck & Ruprecht, Göttingen 1987, ISBN 3-525-33510-5.